# Oberhasli (district)
Het district Oberhasli in het kanton Bern met als hoofdplaats Meiringen omvat 6 gemeenten met een totale oppervlakte van 550 km²:
| Gemeentenaam  | Inwoners (1,1.2005) | Oppervlakte (km²) |
| ------------- | ------------------- | ----------------- |
| Gadmen        | 273                 | 116,4             |
| Guttannen     | 327                 | 200,7             |
| Hasliberg     | 1223                | 41,7              |
| Innertkirchen | 960                 | 120,0             |
| Meiringen     | 4688                | 40,7              |
| Schattenhalb  | 620                 | 31,5              |

Aarberg · Aarwangen · Bern · Biel · Büren · Burgdorf · Courtelary · Erlach · Fraubrunnen · Frutigen · Interlaken · Konolfingen · Laupen · Moutier · La Neuveville · Nidau · Niedersimmental · Oberhasli · Obersimmental · Saanen · Schwarzenburg · Seftigen · Signau · Thun · Trachselwald · Wangen